# デルスウ・ウザーラ (書籍)
『デルスウ・ウザーラ』（ロシア語: Дерсу́ Узала́）は、ロシアの探検家ウラジーミル・アルセーニエフ（1872年 - 1930年）が1922年に著した紀行。デルスー・ウザーラ、デルス・ウザラ、デルス・ウザラーなどの日本語表記もある。書名は著者に同行したナナイ族の猟師の名前である。沿海州と呼ばれる北東アジアの探検を通して、デルスウの経験豊富な技術や自然観、著者との交流、自然とそこに暮らす生物が描かれている。当初は極東でのみ出版されたが、のちにロシア全土で広く読まれるようになった。本項目では、デルスウが登場する前日譚にあたる『ウスリー地方探検記』（1921年）についても記述する。
当時、沿海州はアムール川とウスリー川の流域の他は調査が進んでおらず、山岳地帯はロシアにとって未踏の土地だった。著者のアルセーニエフは1900年代から約30年をかけて沿海州を調査し、地理や動植物、民族について記録を残した。本書もその1つにあたる。
1940年代以降には日本語に翻訳され、黒澤明監督の映画『デルス・ウザーラ』（1975年）の原作にもなった。なお、黒澤監督の映画版は本書の他に、デルスウとアルセーニエフの出会いが書かれた『ウスリー地方探検記』の内容も含んでいる。

## 時代背景・著者

### 歴史・地理

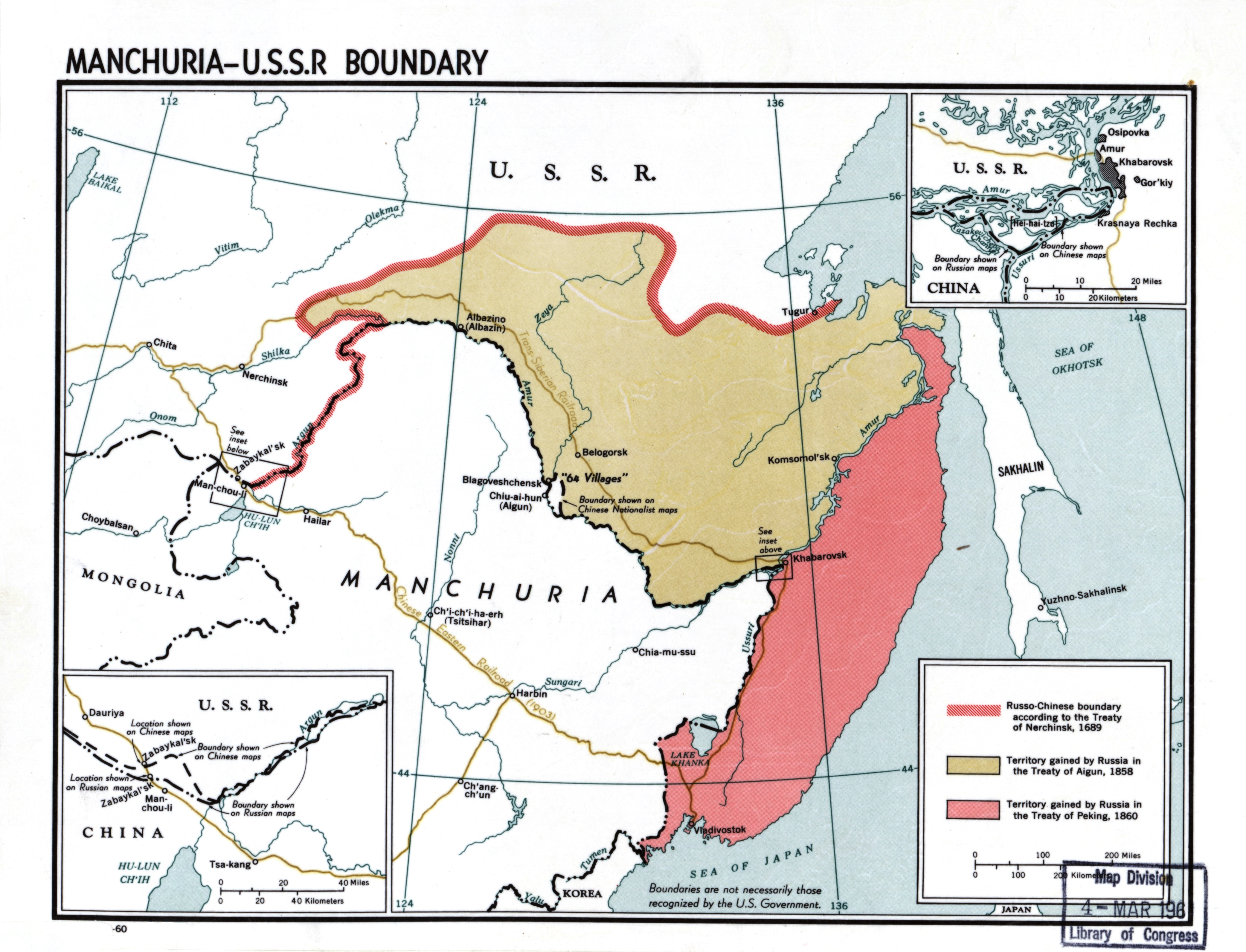
17世紀から19世紀にかけての清露国境の変化

アムール川の流域に住んでいたナナイ、ニヴフ、ウリチなどの先住民は、16世紀に清、17世紀にロシア帝国の進出を受け、清露国境紛争に巻き込まれた。先住民は当初はロシアに抵抗したが、18世紀からはニヴフを中心にロシア人と交易を行い、清を君主として朝貢をした。産業革命後の19世紀以降のロシアは、鉱物資源を得るためにシベリアや極東への領土拡大を積極的に進めた。そのため毛皮をとる狩猟民との取り引きに代わり、移民による農地、工場、鉱山の開発が増えた。人口が逆転して先住民は少数民族になり、キリスト教徒ではない先住民は宗教や文化の面からロシア移民に差別された。
ロシア帝国は1840年代からアムール川流域の探検を進め、清と条約改正を交渉した。1860年の北京条約では沿海州がロシア領となり、海鼠衛と呼ばれていた集落はロシア名のウラジオストックとなった。極東ロシアへの移住と開発を進めるためにシベリア鉄道が建設され、ヨーロッパ・ロシアからの移民が増えた。鉄道工事にともなって中国、朝鮮、日本からも出稼ぎ者が多く訪れ、ウラジオストックは多民族構成の都市として拡大した。1884年時点のウラジオストックは、全人口10094人のうちヨーロッパ系が6309人、アジア系が3785人だった。
先住民は土地所有権を認められず、交易の権益も縮小してゆき、未開の集団として扱われた。人類学者や民族学者が調査に訪れ、レフ・シュテルンベルクやブロニスワフ・ピウスツキらは、当時の社会運動ナロードニキの思想にもとづいて先住民の支援を試みた。地理学者のニコライ・ミハイロヴィチ・プルジェヴァリスキーはロシア人として沿海州を初めて調査し、1867年から1869年にかけての記録を『ウスリー地方における旅』（1870年）という本にまとめた。

### 著者

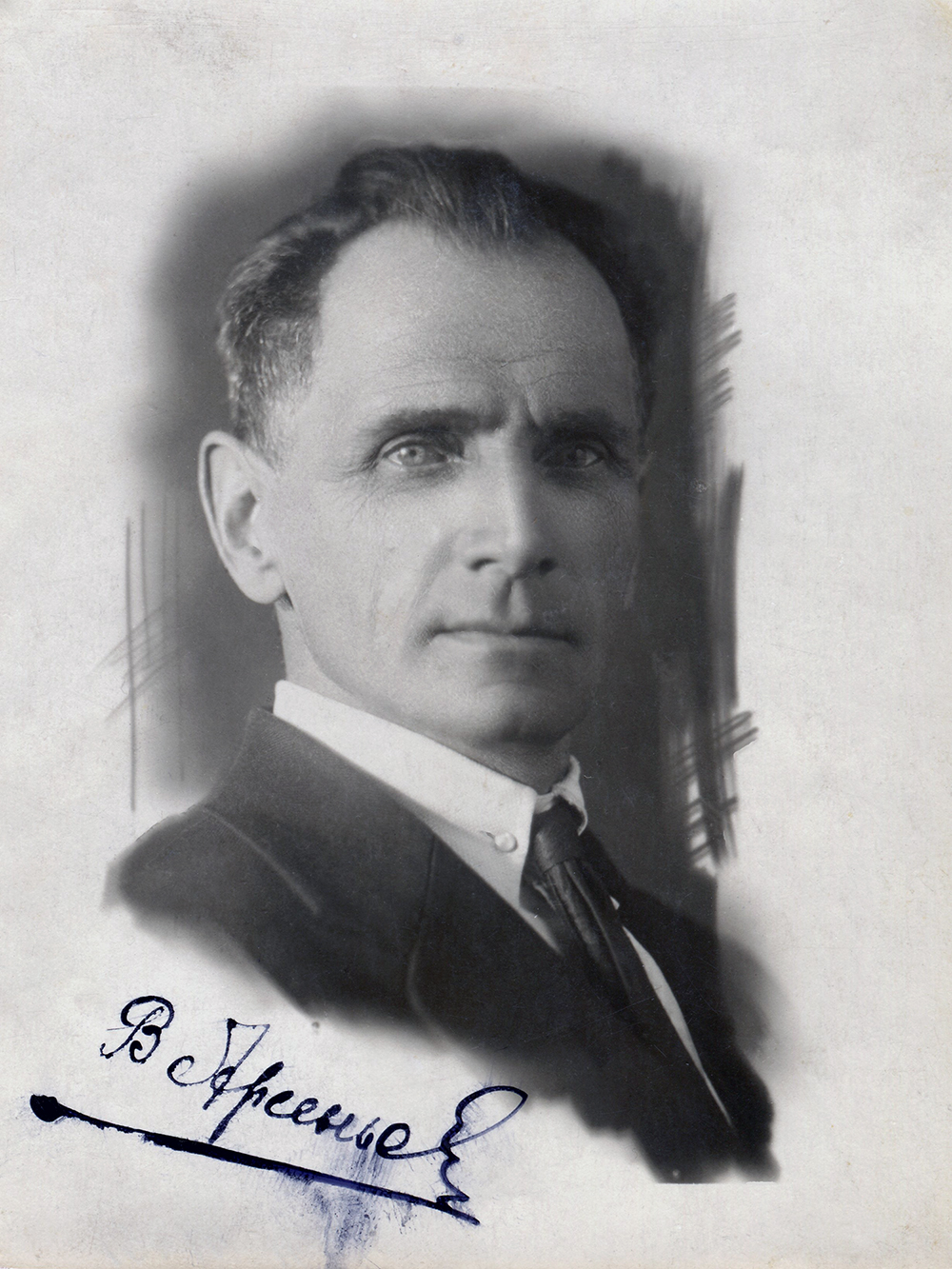
著者アルセーニエフ

アルセーニエフは、ロシア帝国軍の士官学校で地理学者のミハイル・グルム＝グルジマイロの教えを受け、大きな影響を受けた。グルム＝グルジマイロは、プルジェヴァリスキーらの著作をアルセーニエフに教えた。アルセーニエフはプルジェヴァリスキーの『ウスリー地方における旅』を愛読書として、ウスリー地方への憧れを持つようになる。ポーランドに駐屯していた時期には、遼東半島やアムール管区への転属を求める嘆願書を提出した。
アルセーニエフの願いは叶い、1899年8月にウラジオストックに配属された。アルセーニエフは銃を持って自然の中をよく歩き、中国語の勉強にも励んでいたので、それを見た連隊長が彼を義勇兵部隊の隊長に任命した。義勇兵部隊は、平時は山谷で狩猟をして、戦時には偵察や道案内をすることが任務だった。

### 1902年の探検
アルセーニエフは義勇兵部隊に編入されたのちに、地理学的・軍事的な目的で沿海州の調査を開始した。1902年の探検では、ウスリー湾を北上し、沿海州南部のハンカ湖からテルネイ湾にかけての調査を計画した。隊は兵士6名と馬4頭の編成で出発し、レフ川（現イリスタヤ川）のほとりで野営をした際に、狩猟者の訪問を受けた。彼はゴリド人のデルスウ・ウザーラと名乗り、アルセーニエフに自分の暮らしを語った。家は持たず野外で寝起きし、冬は樹皮で仮小屋を作る。父親から受け継いだベルダン銃を使い、必需品は狩りで稼ぎ、中国人からタバコや弾丸、火薬を得ていた。53歳で、家族は天然痘で亡くしていた。
アルセーニエフはデルスウに関心を持ち、彼に道案内を頼んだ。デルスウは案内人としてアルセーニエフを助け、2人がハンカ湖の湿原で猛吹雪にあった時には、小島に生える草を使って即席のテントを作り、命の危険を脱した。アルセーニエフは友人としてデルスウと交流を深め、ウラジオストックで暮らすことを提案する。しかしデルスウは町ではすることがないと断り、アルセーニエフは惜しみつつ別れた。

### 1906年の探検
アルセーニエフは1903年にウラジオストック要塞騎馬狩猟隊の隊長となり、日露戦争後はハバロフスクに転属となった。ロシアでは日露戦争の影響で極東への関心が高まり、ロシア地理学協会は沿海州の長期間調査を計画した。アルセーニエフがハバロフスクに転属となったのも、地理学協会のアムール支部があるためだった。アルセーニエフは地理学協会の要請で、探検隊を組織してシホテアリニ山脈や海岸地帯を調査することになった。軍事的な目的を最優先としつつ、自然科学、地理学、民族学の研究も含まれていた。
アルセーニエフは1906年5月に出発し、タドゥシュ川流域の山中でデルスウと再会した。2人が夜の森林でトラと出会った時には、デルスウはトラに話しかけてからアルセーニエフを連れて引き返し、無事に帰ることができた。アルセーニエフは旅の終わりにデルスウをハバロフスクに誘おうとするが、デルスウは断り、クロテンを狩って暮らすと答える。こうして2人はヴァクウ川のほとりで別れた。1902年と1906年の体験について、アルセーニエフはのちに『ウスリー地方探検記』を著した。
アルセーニエフは1907年の探検でもデルスウの協力を求めることに決める。デルスウは道案内とともに、自然の中での生活術をアルセーニエフに教える師にもなる。1907年から1908年の探検をもとに書かれたのが本書となる。

## 内容

### 登場人物
探検隊メンバー
デルスウ・ウザーラ：ナナイ族の老人。銃の名手であり、自然の中で生きる術を身につけている。アルセーニエフのことをカピタン（隊長）と呼ぶ。
私：隊長のアルセーニエフ。1906年の探検で助けになったデルスウに再び同行を頼んだ
エヌ・アー・デスラヴィ：植物学者。休暇を利用して植物調査に協力する
メルズリャコフ兄弟：アルセーニエフの助手であるアー・イーと、標本製作者のゲー・イー
兵士：義勇兵部隊の隊員である射手たち。全員で9名。はじめはデルスウの言動に驚くが、その技術を認めるようになる
ペー・ペー・ボルダコフ：キエフ大学の学生。途中で別れる
アリパ、レーシ：アルセーニエフの犬。レーシは動物に遭遇した時の行動に問題があったため、途中で隊から外れる
同行者
ジャンバオ：猟師組合の親方。デルスウの古い友人でもある。
チャンリン：ターズの猟師。クロテン猟のために途中で別れる。
ヘイバートウ：満州族の船頭。補給物資を舟で運ぶはずだったが、悪天候で行方不明になり、のちに再会する。
案内人
各地で出会った者たちが案内人として協力した。ソロン族の若者ダーツァル、ウデヘ族の猟師ヤンセリ、満州族の老人チー・シ＝ウ、ウデヘ族のシャーマンのスンツァイ、ターズの老人キテンブなどがいる。
その他
旧信徒：スタロヴェールと呼ばれる人々。ロシア正教会に反対し、古い様式で暮らしている。
リー・ツンピン：森の中で孤独に暮らす老人。アルセーニエフ達との出会いがきっかけで故郷に戻ることを決める

### 探検の記録
出発

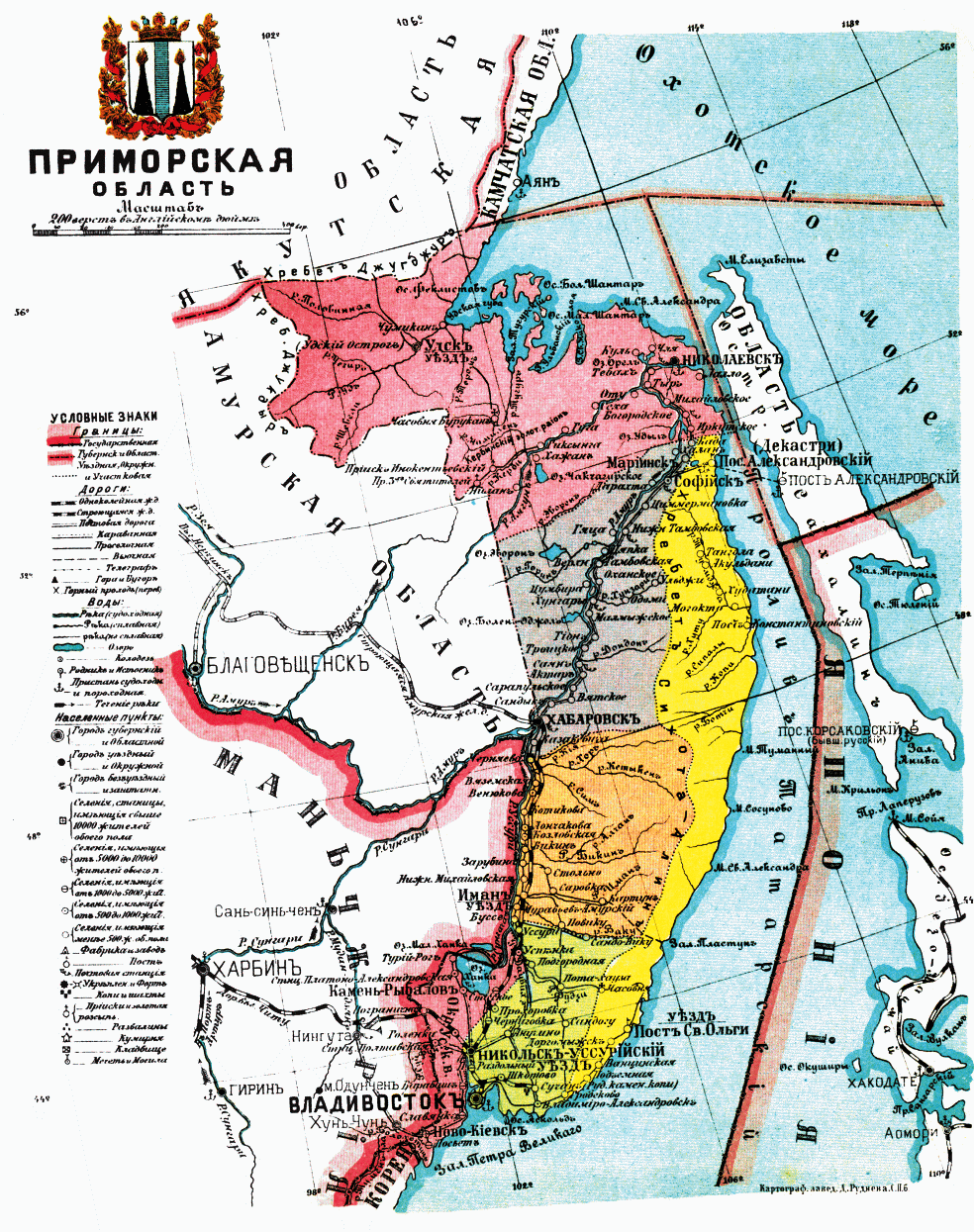
沿海州の地図

アルセニーエフは、シホテアリニ山脈の中部にあたる北緯45度から47度を調査する計画を立て、テルネイ湾から北上してビキン川に沿い、ウスリー川に出るというルートを考えた。1906年の調査の経験をもとに、馬に代えてラバの同行、馬具や携帯品の改良、大工道具の追加などの変更がされた。
アルセーニエフは5月13日にハバロフスクを出発し、デルスウと再会をした。隊は海軍の協力を得て5月22日に水雷艇に乗り、5月30日にジギト湾まで運ばれた。隊はラバや荷物がそろってから7月1日にジギト湾を出発し、7月27日にはイオズヘ川に到着した。サンホベ川でジャンバオと会って彼が同行し、途中でドゥン・ターウィズの集落で歓待を受け、ビリンベ川をさかのぼって鬱蒼としたビリンベの森を抜けた。
8月から9月
アルセーニエフ隊は、8月10日から4日間ほど大雨と大洪水に見舞われ、デルスウとジャンバオの機転によって水没から逃れる。いったん海岸へ向かって別行動をしていた分隊と合流し、8月19日から21日まで滞在して食料を集めた。川の水が引くのを待って渡河し、8月24日から海岸沿いへ進み、シャオケム川をさかのぼって上流を調査した。9月からタケマ川に進んだ時に中国人の村に着き、そこからターズの猟師であるチャンリンが同行する。流れが早く人の少ないタケマ川は原生林に囲まれており、隊は川をさかのぼってシホテアリニ山脈を登った。
隊は9月11日からシホテアリニ山脈の尾根伝いに進み、9月25日はタケマ川から離れて北上した。海岸沿いに進んだ時に、ナイナ川の朝鮮人のクロテン猟師と会う。この頃にはクロテン猟が始まっており、旧信徒の村を通ってアマグウ川へ着いた。
10月
10月4日からはアマグウ川をさかのぼり、アルセーニエフによれば「美しい」滝を通りすぎて10月7日からカルトゥ山脈を登る。カルトゥ山脈の最高峰に着いてからは海岸を目指すが、クルンベ川を下る途中でアルセーニエフは熱を出してデルスウの看病を受ける。2人は何とか海岸に着き、水雷艇に救われた。

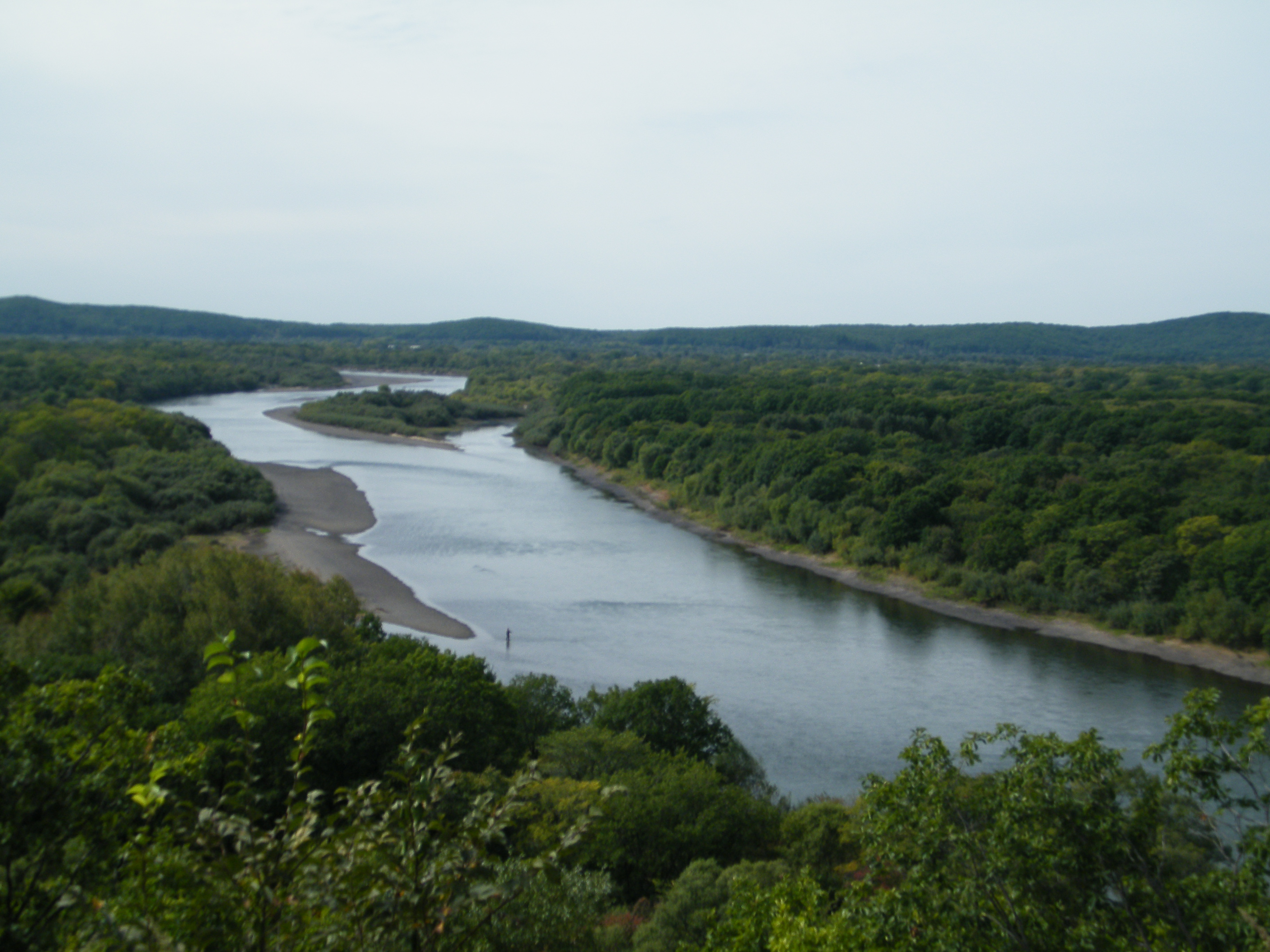
ウスリー川

アマグウへ戻って休養した隊は、10月20日に出発する。休暇の終了や持病などによってメンバーが何人か帰還し、総勢7人となった。ウデへと交流しながらクスン川沿いに進み、満州人の船頭ヘイバートウと出会い、ジャンバオはここでサンホベへ帰った。クスンの河口からタホベ川へ着き、そこで暮らすソロン族のダーツァルが案内人となる。デルスウとダーツァルによれば「悪魔がいる」という岩山などをすぎ、ダーツァルの予測で嵐をかわしつつ、クムフウ川（クズネツォワ川）へ着いた。クムフウはオホーツク系と満州系の植物の境界にあたり、隊はここでダーツァルと別れて休息をとる。
11月から12月
11月1日には、気温は氷点下10度となっていた。隊は海岸沿いに北上し、ナハトフ川へ向かう途中でウデヘ族の猟師ヤンセリに会う。ヤンセリの案内でナハトフ沿いの海岸に着くが、その地点で合流するはずのヘイバートウが嵐で行方不明になったという知らせを受ける。ヘイバートウから補給を受ける予定だった隊は物資が欠乏し、冬が近づく中で決断を迫られる。アルセーニエフはデルスウと相談し、アマグウへ戻るか、ナハトフに留まるか考える。デルスウはナハトフにしばらく留まってヘイバートウを待つ提案をして、アルセーニエフも賛成した。

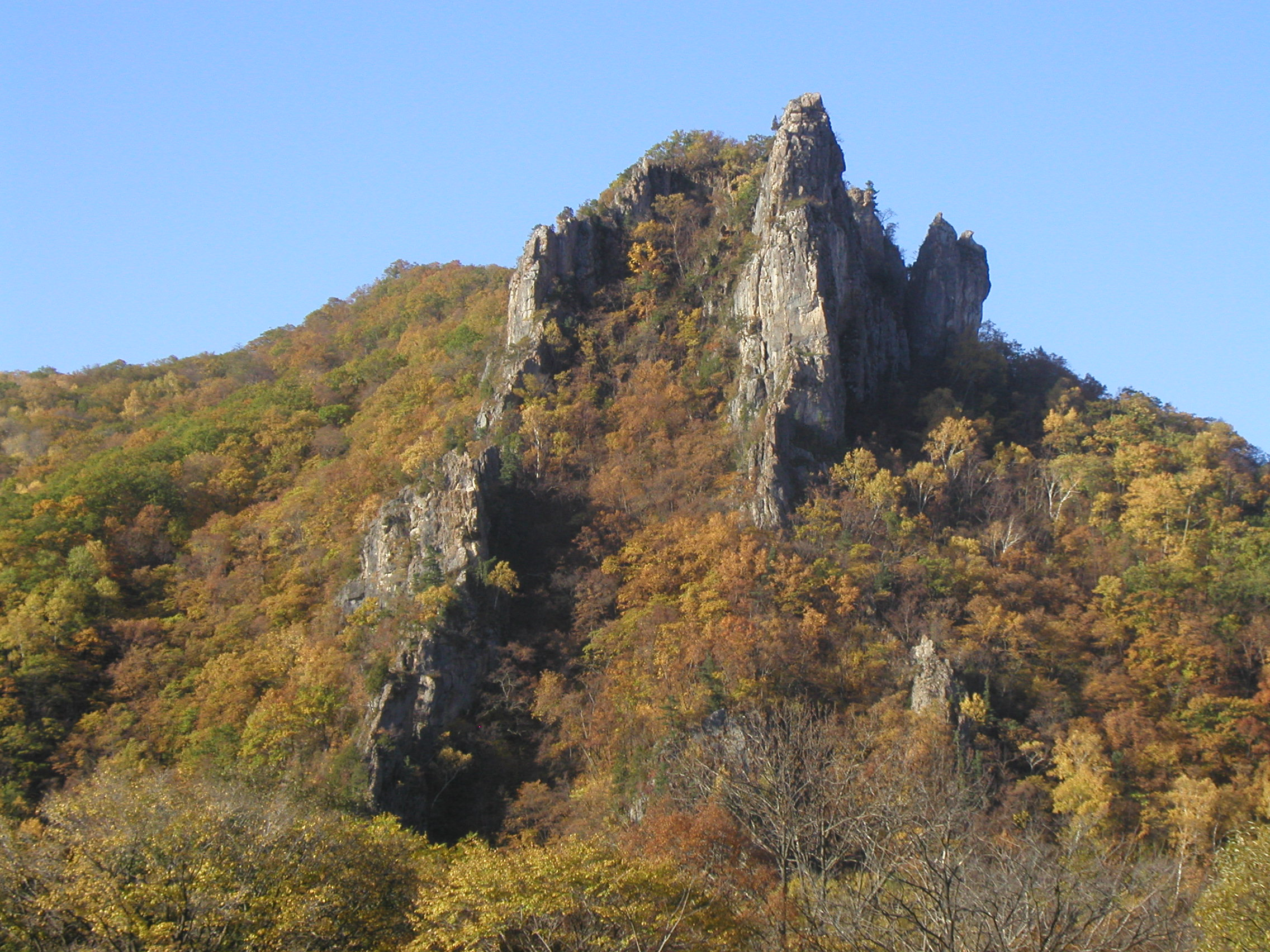
シホテアリニの岩山

隊は、ヘイバートウが見つけやすいように海岸そばにゼムリャンカ（土小屋）を建て、アルセーニエフは不安を抱きながら滞在した。他方、デルスウは森の狩りで銃を撃った際に続けて外し、自分の視力が衰えたことを悟って愕然とする。アルセーニエフはデルスウに助けられてきたことを話し、デルスウに一緒に街で暮らそうと提案する。デルスウは熟考の末、アルセーニエフに賛成した。隊は11月16日まで留まったが、ヘイバートウの船は来ず、アマグウの旧信徒たちの村へ戻ることに決める。
11月23日にクスンまで戻り、嵐を避けて滞在した隊は、ヘイバートウに再会する。ヘイバートウによれば、舟は強風でサハリンまで運ばれてしまったので、南下をして戻ってきたという。補給物資は無事だったので、アルセーニエフは計画を立て直す。クスン川をさかのぼってシホテアリニ山脈へ行き、ビキン川へ出ることにした。ナルト（橇）や雪靴を自作して準備を整え、12月4日に出発した。満州人のチー・シ＝ウの案内で中国人集落に行って歓待を受け、山火事で荒地となったクスンの谷を進む。ウデヘ族のシャーマンであるスンツァイに会い、彼がシホテアリニ山脈までの案内を引き受けた。
帰還
12月9日からウレンゴウ川沿いに進み、12月14日からシホテアリニ山脈を登る。シホテアリニを越えたのちはムイゲ川沿いに下り、ビキン川のウデへ族のもとで滞在してクリスマスを祝った。12月26日に出発してビキン川を渡り、ターズの老人キテンブが案内人に加わるが、キテンブの犬はトラに襲われて獲られてしまった。
12月30日にトゥルーグウに着き、12月31日にはシーゴウ（西溝）で年を越し、メルズリャコフと再会した。年が明けてからカザークの馬橇で出発し、1月4日にウスリー鉄道に着いて1月7日にハバロフスクへ帰還した。
デルスウの最期
視力が衰えたデルスウは、探検終了後にアルセーニエフと共にハバロフスクで生活するが、街になじめなかった。銃が撃てないこと、戸外で寝られないこと、薪や水を買うことなどが彼を驚かせ、不機嫌にした。
やがてデルスウは山へ出かけたいとアルセーニエフに懇願する。デルスウが失われた自由のために苦しんでいるとアルセーニエフは考え、デルスウが山へ行くのを認めた。
アルセーニエフはデルスウが出かける前に、1ヶ月後にウスリー川に同行すると約束した。しかし、2週間後にアルセーニエフのもとに電報が届き、デルスウの死を知らせた。デルスウは3月13日にハバロフスクの南25キロにあるコルフォフスカヤ駅の近くで見つかり、焚き火のそばで死んでおり、銃は奪われていた。おそらく銃と金品を狙ったロシア人によって睡眠中に殺害されていた。アルセーニエフはデルスウの埋葬を見守り、1910年に再びコルフォフスカヤへ行ったが、開発によって埋葬場所は分からなくなっていた。デルスウを最後に見かけた労働者たちは、銃を持った男が木にとまったカラスと話しているのを見て、酔っ払いだと思ったという。

### デルスウについて
観察力

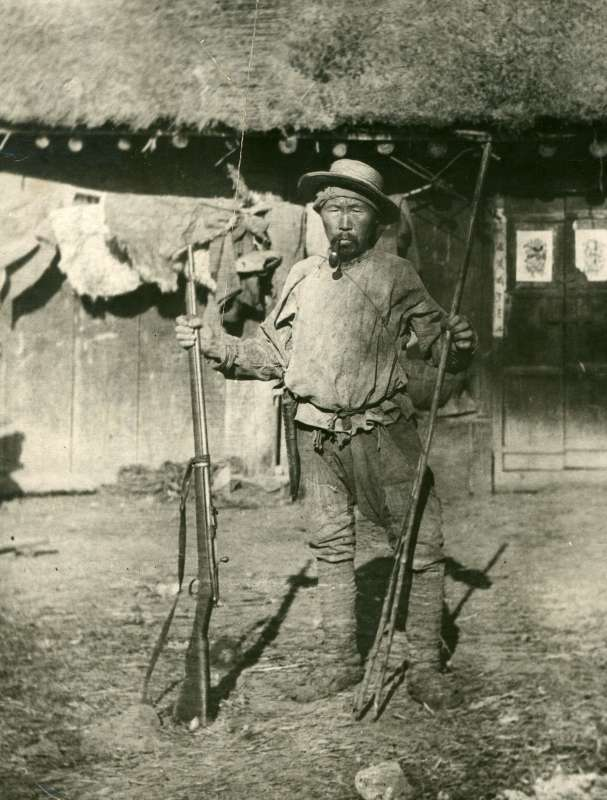
デルスウ・ウザーラ。著者のアルセニーエフによる撮影。

自然のわずかな変化から、情報を得る能力に優れていた。探検隊の1日後に出発をして追いついた時には、誰かが靴を変えたことや、脚にケガをしたことを知っており、兵士たちを驚かせた。焚き火などの野営跡からも多くの情報を得ており、そこにいた民族、年齢、仕事を当ててみせた。
銃声を聞いた時に、音の反響によって天気を予想して的中させた。たとえば霧の中で強い反響がある時は大雨になると予想した。
生物への配慮
デルスウは、あらゆる動物が生きることに心を砕いた。ある夜、アルセニーエフが肉片を焚火に入れると、デルスウは肉を火から出した。デルスウによれば、残った肉は後からくるアナグマ、カラス、ネズミ、アリたちが食べるが、火で燃やすとなくなってしまう。「タイガには、いろんなひとがいる」とデルスウは言った。
同行していた犬のアリパが寒そうな時には、枯れ草や自分のジャケットを敷いて眠れるようにした。他方で仲間を危険にさらす行為に厳しく、もう1匹の犬のレーシが狩りでパニックに陥って人を転ばせたため、一緒にやれないと怒った。
デルスウは、人間以外の生物や無生物についても「ひと」と呼んだり、「ひと」として表現した。天気がはっきりしない時は、「霧が雲になるか散ってしまうか自分でも知らない」と表現した。薪がうまく燃えないときは「わるいひと」と呼んだ。
狩猟
デルスウは銃の腕前に優れ、隊の兵士との腕くらべでも勝利をして感心された。先住民にとって銃弾は貴重品であり、狩りでは急所を狙うことも必要であるため身についた技だった。
デルスウは身を守ったり食料を得るために銃を使うことには積極的だったが、必要ではない狩りには慎重だった。デルスウは以前にトラと出会った時に、トラが逃げたのに撃ち殺してしまった。それ以来デルスウは恐怖を感じ、いずれ自分が報いを受けると考えた。
食生活
デルスウは鹿の尾（中国語で鹿尾巴、ルーイーバ）をアルセーニエフにふるまった。袋状の尾に白い肉が詰まっており、ご馳走として知られていた。また、肉をフキの葉で包んで穴の中で蒸し焼きにしたものが美味であり、隊はデルスウの方法を見習った。一晩かけて燻製を作る時もあった。
工作
夜の洪水が予想される時には、日中に薪を集めて別の避難場所を用意し、探検隊を助けた。大雨が急に降った時には、樹皮から即席の傘を作った。
経済観念
狩りで得た獲物は等分に分配した。民族や宗教を問わず、隣人には自分と同じ分け前を与えた。同行者に抗議されることもあったが、デルスウは1人でみんなを取るのは悪いと反論した。デルスウは儲けた体験を気前よく話すため、他人に利用されて金を取られることもあった。

### 自然の記録
ウスリー川流域やシホテアリニの自然について、アルセニーエフは旅の中で書き留めている。草食動物ではノロジカ、アカシカ、リス、ジャコウジカ、ヘラジカなど。肉食や雑食動物ではクマ、ヤマネコ、アカオオカミ、カワウソ、フイリアザラシ、イノシシなど。鳥類については、森と海辺に大きく分けてまとめて記録している。
アルセーニエフは、タイガを考える時に最もふさわしい場所としてシナンツァの森をあげている。樹木はタモ、エゾノダケカンバ、ハンノキ、エゾマツ、オガラバナ、ウラボシザクラ、ヤナギ、ドロノキ、シベリアマツ、ハシドイなどで、森の縁や低い林はエゾコウギ、ヤマブドウ、クズの茂みになっている。
動植物のほかに、興味深い自然現象にも触れている。海の光、蜃気楼、身体が沈んでしまう浮砂などが記されている。山火事の影響もあちこちに残っており、デルスウの回想によれば、約20年前の山火事でスンガリー川流域からシホテアリニにトラの集団移動が起きたという。アルセーニエフは休息時の夕暮れや夜空を美しいと表現してたびたび書いているが、デルスウは天体への関心は低かった。

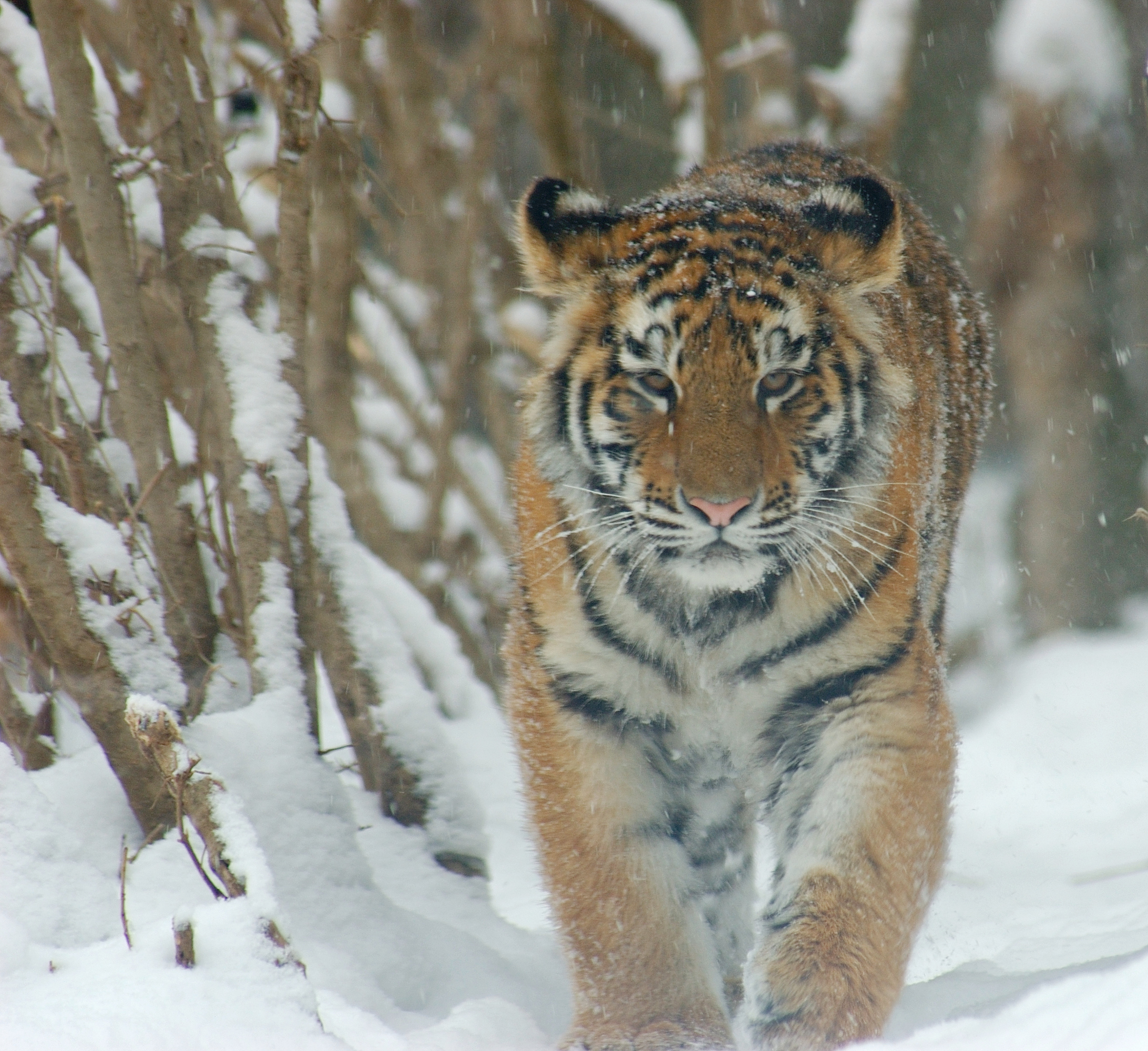
アムールトラ。旅を通して何度か出会う。焚火が消えるのを待って野営地を襲った個体もいた[97]。
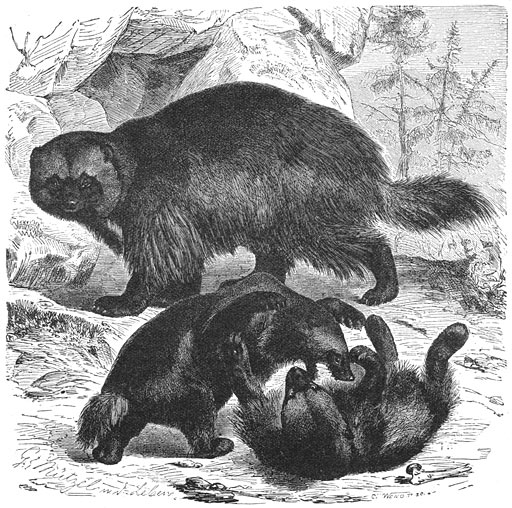
クズリ（アルフレート・ブレーム画）。アルセーニエフらが目を離したすきに、隊の荷物を荒らした[98]。
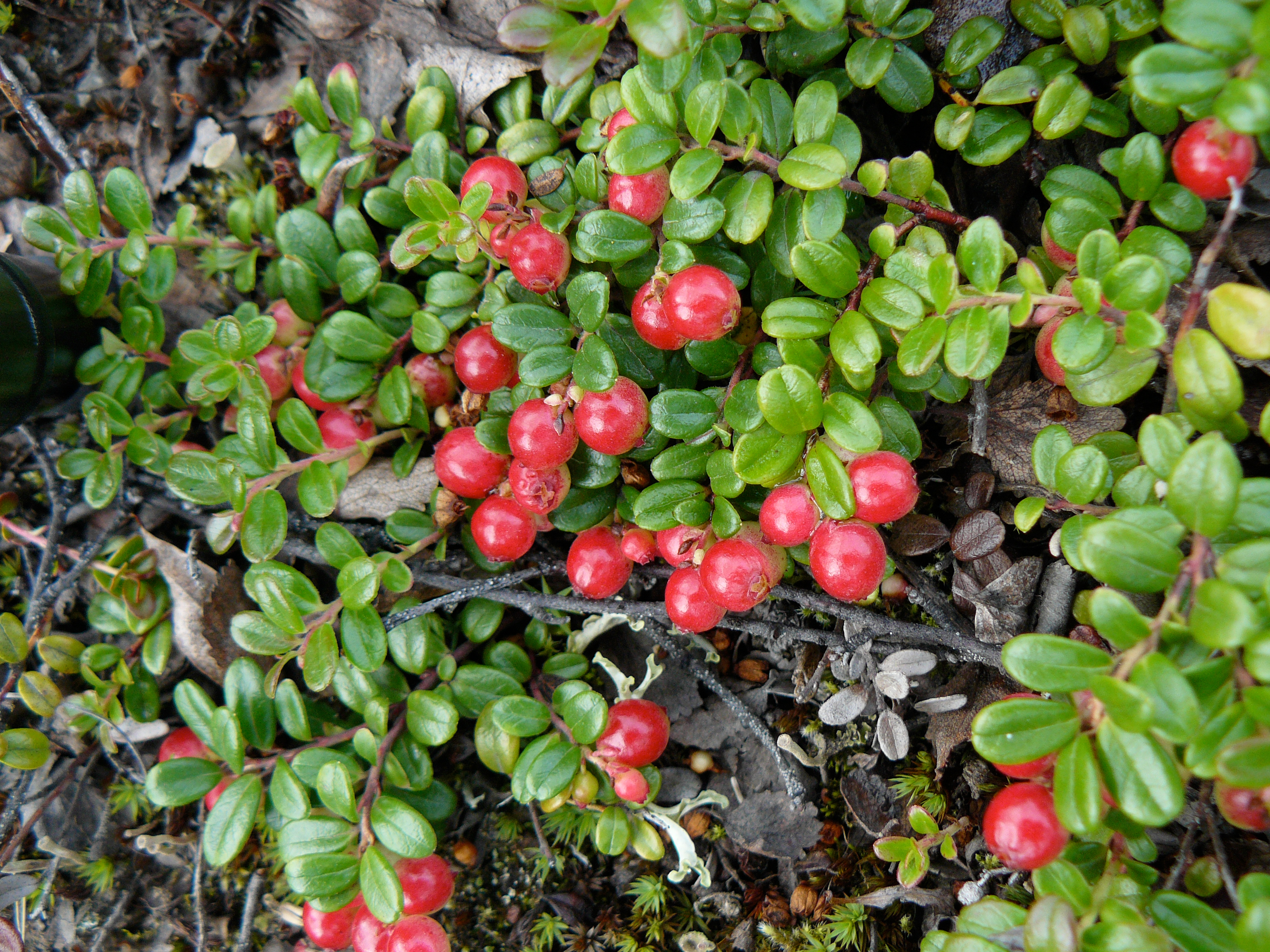
コケモモ。アルセーニエフとデルスウは道中に生えているコケモモを食べて飢えと渇きをしのいだ[99]。

### 住人の記録
先住民

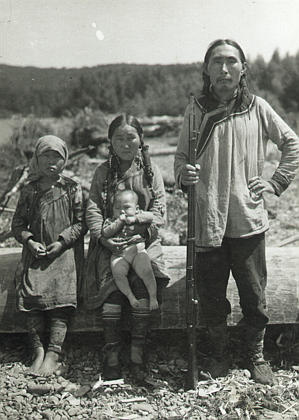
ウデヘ族（20世紀初頭の写真）

本書には南方ツングース系のナナイ族、ウデヘ族、ソロン族が登場する。ナナイ族やウデヘ族は、シベリアや極東地域に住んでいたツングース語族に属する。ウデヘ族はターズとも呼ばれていた。
ウデヘ族は寒さに強く、服やまつ毛に霜が降りる外気の中でも眠ることを、アルセーニエフは驚いて記している。ウデヘ族は地理を理解する能力に優れており、砂地に棒で正確な地図を書いた。アルセーニエフが平面図法の地図をウデヘ族に見せると、すぐに理解した。
ソロン族は17世紀にアムール川上流とゼーヤ川流域に住んでいたとされ、ロシアとの紛争で居住地が荒廃したため、清によって移住させられた。現在の中国では索倫郡温克（ソロン・エヴェンキ）とも呼ばれる。スンガリーのソロン族の中には、清と馬賊の紛争を避けてウスリー川へと逃れた者もいた。
ウデヘ族をはじめ先住民には移民に対して借金を負っている者がおり、返済不可能な額に達していた。借金のかたに奴隷化される者もおり、アルセーニエフはターズが搾取されていたと記している。
移民
清やロシアが北東アジアへ進出するにつれて、人の移動とともに病気も伝わり、先住民族が減少した。デルスウの妻や子も天然痘で亡くなっている。デルスウによれば、子供時代はナナイ族やウデヘ族だけが住んでいた。そこに中国人、ロシア人、朝鮮人、日本人が来た。山火事が増えて森の獲物も減り、これからどうやって生きてゆけばよいかとデルスウは語っている。
アルセーニエフが出会った移民には、警戒する者、歓待する者の両方がいた。ドゥンターウィズでは中国人に親切にされ、洪水のあとで物資も提供された。他方で金鉱を探していた者には警戒された。借金のかたに先住民を酷使している者もいた。
本書で旧信徒と表記されているスタロヴェールは、ロシア正教会による奉神礼改革に反対した人々を指す。古い様式を保持するために辺境での暮らしを選んでおり、探検隊は何度か出会っている。中にはデルスウとの交流が長い者もいた。スタロヴェールは新しい移民がものを奪ったり資源の奪い合いをするため、移民を「追われもの」と呼んで距離をとっていた。スタロヴェールの中には先住民と友好的な関係を築き、耕作や牧畜で生活を助けた村もあった。
猟師の生活

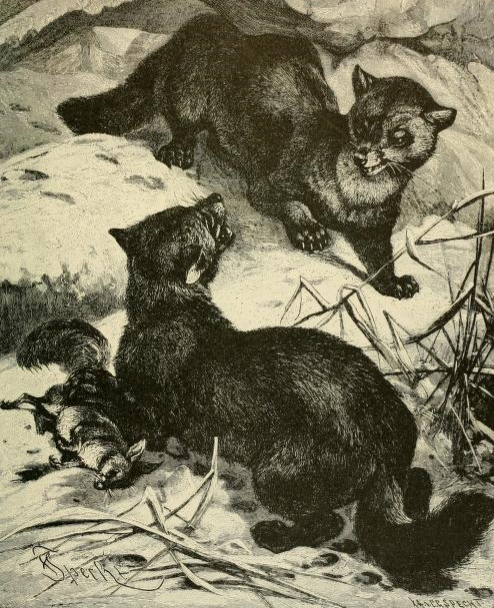
クロテン（アルフレート・ブレーム画）

先住民と移民ともに、高価なクロテンをはじめとして毛皮猟を行なった。クロテンは明の時代に中国の宮廷で人気を集め、清以降も高値で取り引きされた。先住民にとっては、シカやクマよりも肉や毛皮の量が少ないクロテンは重要ではなかったが、交易の価値があるために毛皮を傷つけない罠猟で狙った。クロテンの毛皮は秋から冬にかけてのものが質がよく、アルセーニエフ隊が旅をした秋はクロテン猟のシーズンであり、各地でクロテン猟師に出会っている。また、他の猟師が仕掛けた獲物を狙うクロテン泥棒も出没し、犯行が明らかになった者が集落を追放される光景をアルセーニエフも目撃している。その他に高価なものとしてシカの角があり、骨化する前の袋角を取って中国人が強壮薬とした
ゴールドラッシュ
ウラジオストックでは、ジギト湾で砂金やダイヤモンドが採れるという噂が広まり、金を探す者がやってきた。探検隊はその中の何人かと出会っている。金を見つけられなかった者は移民局で補助金を受け取って移民となった。中国系や朝鮮系の人間にも金を探す者たちがおり、デルスウは森林で餓死した金探しの骨を見つけている。
食文化
アルセーニエフは出会った民族や集団の食文化も記録している。ウデヘ族のご馳走である冷凍の生魚、旧信徒が行っている北限の養蜂などが描かれている。

## 出版・評価
本書はソヴィエト連邦成立後の1922年にウラジオストックで出版された。1917年から1922年にかけてはソヴィエト連邦の赤軍と反革命派の白軍による内戦によって極東も混乱状態にあり、一時は極東共和国（1920年-1922年）も建国された。アルセーニエフは1917年には軍務を離れており、極東移住委員会の要請でカムチャッカの調査を行なったほか、漁業局の検査官、ウラジオストック教育大学の民族学講座、ハバロフスク地誌博物館の館長などの仕事についた。探検隊のメンバーだった兵士たちの多くは、第一次世界大戦の東部戦線で戦死した。
アルセーニエフは、本書の他にも極東をテーマに著述を行なった。紀行として有名なものには、1902年や1906年の探検に関する『ウスリー地方探検記』（1921年）や、本書発表後の1908年から1910年の探検に関する『シホテ・アリニ山地にて』（1937年）、1927年の探検に関する『タイガを通って』（1950年）などがある。調査報告書としては『ウスリー地方の軍事・地理学および軍事統計学的概論』（1912年）が高く評価された。
本書が全国的に知られるようになったきっかけは、作家のマクシム・ゴーリキーだった。ゴーリキーは、友人のミハイル・プリーシヴィンから送られた『ウスリー地方探検記』を読み、アルセーニエフと書簡を交わすようになった。アルセーニエフは、1928年1月4日のゴーリキー宛の手紙では3部作としての出版を構想していた。それによれば、1902年から1906年の探検（『ウスリー地方探検記』）、1907年から1908年の探検（本書）、そしてデルスウ没後の1908年から1910年の探検（『シホテ・アリニ山地にて』）に分けるというものだった。
ゴーリキーは、1928年1月24日のアルセーニエフ宛の手紙で本書を賞賛して、ジェイムズ・フェニモア・クーパーとアルフレート・ブレームを統一した内容だと述べた。そして、「どうしてあなたはこの労作を出版するよう国立出版所に申し出ないのですか。その重要さはその美しさと同じように文句をつけようのないものです」と書いて中央での出版をすすめた。ゴーリキーのすすめもあり、1930年にはモスクワの国立出版所「若き親衛隊」から本書が出版され、ソヴィエト連邦全土で人気を呼んだ。
初版以外はソ連による検閲を受け、削除された内容もあった。先住民に関する内容に差別的な表現があるというのが理由で、アルセーニエフは排他的な民族主義者という扱いを受けた時期もあった。アルセーニエフの死後、地質委員会の研究員だった妻のマルガリータは反政府活動の罪で1937年に銃殺刑となり、娘のナターリヤも1941年に10年の刑を受け、1973年に死亡した。先妻のアンナと息子のウラジーミルは、アルタイの森林管理所に住んでいたため当局から逃れた。
アルセーニエフ一家の不遇とは別に、著作は読まれ続けた。1947年から1949年にかけて全6巻の作品集がウラジオストックで出版された。本書は1926年に青少年向けの簡略版も出版されてロングセラーとなった。アルセーニエフは有名になり、彼の名を冠したアルセーニエフ駅も建設された。

### 日本語訳
『デルスウ・ウザーラ』の最初の日本語訳は、新京（現：長春）の満洲事情案内所から1942年に出版された。訳者の長谷川四郎によれば、南満州鉄道に在社時の1943年にアルセーニエフの著作を読み、『デルスウ・ウザーラ』の翻訳がないことを知って自ら訳したという。
- 『デルスウ・ウザーラ――アルセェニエフ氏のウスリイ紀行』長谷川濬・長谷川四郎共訳、満洲事情案内所、1942年。
  - 改訳版『デルスウ・ウザーラ――沿海州探検行』平凡社〈東洋文庫 55〉、1965年。単行版・1975年。ワイド版・2003年。
  - 新版『デルスー・ウザーラ』河出書房新社〈河出文庫〉上・下、1995年 - 上巻に『ウスリー地方探検記』収録
- 『デルス・ウザーラ』加藤九祚訳、角川文庫、1975年 - 抄訳
- 『デルス・ウザラ』安岡治子訳、小学館〈地球人ライブラリー〉、2001年 - 抄訳
- 『森の人 デルス・ウザラー』ゲンナージイ・ドミートリエヴィチ・パヴリーシン絵、岡田和也訳、群像社、2006年 - 絵本

その他のアルセーニエフの紀行も、当初は南満州鉄道会社調査部の社内刊行物として翻訳された。1939年に報告書用に翻訳された『ウスリー地方探検記』が、最初のアルセーニエフの日本語訳とされる

### 映画化
1961年版
アガシ・ババヤン監督によって『デルスウ・ウザーラ (1961年の映画)』として映画化された。
1975年版
黒澤明監督によって『デルス・ウザーラ』というタイトルで映画化された。デルスウとアルセーニエフの出会いから、デルスウの死までが描かれており、『ウスリー地方探検記』と『デルスウ・ウザーラ』の2冊分の内容を含んでいる。アルセーニエフの著作を黒澤に紹介した堀川弘通は、1939年頃に神田の古書店で『ウスリー地方探検記』を入手した。面白い内容だったので黒澤に紹介したところ、黒澤は「これは映画になるな」と語ったという。のちに黒澤も堀川の話を認めており、1902年の探検については助監督時代に帝国図書館の蔵書で読んだとも語っている。黒澤は映画化の動機として、デルスウという人物に魅力があった点をあげている。
映画のタイトルは、1973年のシナリオ決定稿では『デルスウ・ウザーラ』となっているが、「ウ」が重なって発音しにくいという理由で最終的に『デルス・ウザーラ』となった。アルセーニエフはユーリー・ソローミン、デルスウはマクシーム・ムンズークが演じた。デルスウやアルセーニエフ隊の他に、ジャンバオ、リー・ツンピン、旧信徒らも登場する。

## 関連年表
- 1689年 - ロシア帝国と清がネルチンスク条約によって国境を定める。
- 1860年 - ロシア帝国と清の北京条約によって極東の沿海州がロシア領となる。
- 1870年 - プルジェヴァリスキー『ウスリー地方における旅』出版。ロシア人による沿海州の初の調査記録。
- 1872年8月29日 - ペテルブルグにて著者アルセーニエフ誕生。
- 1899年 - アルセーニエフがウラジオストックに配属される。
- 1902年 - 1906年 - アルセーニエフが沿海州南部を探検した際にデルスウと出会う。この記録が『ウスリー地方探検記』となる。
- 1907年5月 - 1908年1月7日 - アルセーニエフがシホテアリニ山脈中部を探検。デルスウが同行する。この記録が本書となる。
- 1908年 - 探検の終了後、コルフォフスカヤ駅付近でデルスウ死去。
- 1921年 - 『ウスリー地方探検記』出版。
- 1922年 - ソヴィエト連邦成立。本書がウラジオストックにて出版。
- 1930年 - 本書がモスクワの国立出版所にて出版。
- 1930年9月4日 - ウラジオストックにてアルセーニエフ死去。
- 1942年 - 本書の日本語訳が満洲事情案内所にて出版。
- 1961年 - 『デルスウ・ウザーラ（英語版）』として映画化。監督はアガシ・ババヤン。
- 1975年 - 『デルス・ウザーラ』として日本とソ連の合作で映画化。監督は黒澤明。日本とソ連の合作映画。